# ذخیره‌گاه طبیعی ایر و تنره
ذخیره‌گاه طبیعی ایر و تنره (به لاتین: Aïr and Ténéré National Nature Reserve) یک ذخیره‌گاه طبیعی در نیجر است که در منطقه آگادز واقع شده‌است.